# Claus Thustrup Kreiner
Claus Thustrup Kreiner (indtil foråret 2000 Hansen) (født 7. november 1969) er en dansk professor i økonomi ved Københavns Universitet. Hans primære forskningsområder er offentlig økonomi, især skatteteori. Han har også beskæftiget sig med arbejdsmarkedsøkonomi og makroøkonomi. Siden 2005 har han været direktør for forskningsenheden EPRU ved Økonomisk Institut, Københavns Universitet. I perioden 2010-14 desuden økonomisk vismand.

## Baggrund, karriere og forskning
Thustrup Kreiner er søn af den tidligere konservative kulturborgmester i København Hans Thustrup Hansen.
Claus Thustrup Kreiner blev cand.polit. fra Københavns Universitet i 1994, fik sin ph.d.-grad samme sted fire år senere og har siden 2005 været professor ved universitetet.
Han har i mange år stået for undervisningen i indledende makro- og mikroøkonomi for de studerende på Økonomisk Institut. I 2001 og 2006 modtog han prisen "Den Usynlige Hånd", der er en udmærkelse af en underviser på studiet, som uddeles af Socialøkonomisk Samfund i samarbejde med instituttet på baggrund af de studerendes nominering.
Udover en række kronikker og artikler i såvel dagblade som videnskabelige tidsskrifter udgav han i 2006 sammen med fire andre økonomer bogen Skat, arbejde og lighed om det danske skatte- og velfærdssystem.

## Andre aktiviteter
Thustrup Kreiner var medlem af Skattekommissionen, der var nedsat af den daværende VK-regering for at forberede en dansk skattereform. Kommissionens arbejde dannede grundlag for skattereformen 2009.
Fra januar 2010 til og med november 2014 har han været medlem af formandskabet for De Økonomiske Råd, dvs. en af de fire økonomiske vismænd. På denne post blev han 1. december 2014 afløst af sin kollega professor Carl-Johan Dalgaard.
Han har siden 2014 været medredaktør af det toneangivende internationale tidsskrift inden for offentlig økonomi Journal of Public Finance og er desuden tilknyttet redaktionen af tidsskrifterne Nationaløkonomisk Tidsskrift og Scandinavian Journal of Economics.